# Coquille, Oregon
Coquille là một thành phố quận lỵ của Quận Coos, Oregon, Hoa Kỳ. Dân số theo điều tra dân số năm 2000 là 4.184 người. Ước tính năm 2007 là 4.215 người. Căn bản kinh tế chủ yếu là công nghệ về gỗ. Tên thành phố được lấy từ tên của bộ lạc người bản thổ Mỹ Coquille.

## Địa lý
Coquille nằm ở vị trí 43°10′46″B 124°11′15″T / 43,17944°B 124,1875°TĐã đưa tham số không hợp lệ vào hàm {{#coordinates:}} (43.179528, -124.187582)1. Coquille có ranh giới với Sông Coquille.
Theo Cục điều tra dân số Hoa Kỳ, thành phố có tổng diện tích là 2,7 dặm vuông (7,1 km²) trong đó đất chiếm 2,7 dặm vuông (7,0 km²) và nước chiếm 0,37%.